# Фитотерапия
Фитотерапията, или т.н. билколечение, е клон на медицината и фармакологията, който представлява научно обоснована профилактика и лечение с галенови препарати, получени от лечебни растения и части от такива. Частицата „фито" в този термин идва от гръцки и означава „произлязъл от билки". В много европейски държави билковите продукти са известни сред лекари и фармацевти като „фито-фармацевтични“ препарати (phytopharmaceuticals) или „фито-медисънс" (phytomedicines), което преведено на български означава билкови лекарства.

## Особености
Основни характеристики на фитотерапията са:
- перорален прием или външно приложение на фитотерапевтичните средства;
- нужда от относително дълготрайно приложение, бавно действие, но трайно проявление на резултатите, по-малко странични ефекти;

Този клон на медицината използва съвременни научни изследвания на биохимичния състав и лечебните свойства на растенията. Фитотерапията се опира на хилядолетния традиционен лечебен опит на човечеството. Тя се позовава на:
- народна медицина – с нейния емпирично натрупан през столетията опит;
- експериментална фармакология и токсикология с лечебни растения;
- клинична фармакология.

Около ¼ от всички фармацевтични лекарства, които се предписват от медиците в наши дни, се правят от билки и билкови екстракти.

## Ефект
Подходящи за лечение с фитотерапевтични средства са хроничните заболявания на ендокринната, дихателната, храносмилателната, нервната, сърдечно-съдовата системи, заболявания на кожата. Фитотерапията е неприложима при септични и инфекциозни състояния, по време на острите фази на редица хронични заболявания, както и при психичните заболявания.
Във фитотерапията билковите препарати са подбрани така, че да засилят или стимулират нормалните функции на тялото. Природните лекарства съдържат редица полезни вещества (витамини, фитонциди и др.) Поради тази причина те често оказват по няколко паралелни терапевтични ефекта върху човешкия организъм.
Фитотерапията прилага растенията в свежа или изсушена форма, или под формата на мехлеми, настойки, отвари, прахове, сиропи, като за извличането от растителната суровина на лекарствено-активните вещества се правят водни, спиртни, спиртно-водни, спиртно-етерни, маслени, глицеринови и други извлеци

## Лекарства от лечебни растения
Съществуват различни начини за приготвяне в домашни условия на лекарствени форми за външно и вътрешно приложение. Начините зависят от:
- химическия състав на активните вещества
- разтворимостта им в различни разтворители (вода, спирт, мазнина и др.);
- използваните растителни части (корени, стъбла, листа, цветове, плодове).

За по-ефективно извличане на веществата, използваните части от лечебните растения трябва да бъдат наситнени, като големината на частиците варира в зависимост от растителната част: за листа и цветове – не повече от 5 мм, за корени и стебла – не повече от 3 мм, за плодове и семена – до 0,5 мм.

### Запарки и отвари
Запарките (infusa) и отварите (decocta) са водни извлеци от билки или лекарствени сборове, които се приготвят на водна баня. Тъй като бързо се развалят, основно изискване при тях е да се приготвят често и в малки количества, като се съхраняват в хладилник най-много до три дни след приготвянето. Запарки се приготвят от листата и цветовете, от които активните вещества се извличат по-лесно, а от по-твърдите растителни части като кори, стъбла и корени се приготвят отвари.
Когато се прави запарка, наситнените билки се поставят в съд (емайлиран, порцеланов, стъклен), заливат се с предписаното количество вода и се нагряват на водна баня с кипяща вода в продължение на 15 минути. След това билката остава да се кисне в продължение на 45 минути и чак тогава се прецежда и консумира. По-бързият вариант на запарка спестява 45-минутното киснене, но тогава билката се държи на водна баня в продължение на 25 минути. Трети вариант е билката да се залее с кипяща вода и да се държи на топъл котлон в продължение на 15 минути, но като се внимава самата тя да не кипи. Отварите се приготвят аналогично, но за по-дълго време – до 30 минути.

### Настойки
Настойките (или още тинктури, tincturae) са спиртни, спиртно-водни или спиртно-етерни извлеци от лечебни растения, получени без термична обработка. Те обикновено се употребяват в малки количества, на капки и могат да се съхраняват по-дълго време.
За приготвянето на настойки се ползва най-често спирт от 40 или 70 градуса. Надробената билка се поставя в стъклен съд, залива се със спирт, захлупва се и се оставя да кисне в продължение на 7 денонощия. След това се прецежда през няколко слоя марля. Настойките трябва да бъдат бистри и да притежават характерните за изходната суровина вкус и миризма.

### Екстракти
Екстрактите (extracta) са силно концентрирани извлеци от лечебни растения, които се приготвят сложно и не в домашни условия. Биват течни (extracta fluida), гъсти (extracta spissa) и сухи екстракти (extracta sicca).

### Лапѝ
Лапѝте (cataplasmata) представляват гъсти каши от счукани или смлени части от лечебни растения, залети с малко количество топла вода (до 30°). Имат външно приложение, като се намазват върху тензух и налагат върху болното място.

## Фитотерапията, според СЗО
Зелената революция (The green revolution) в областта на фитотерапията е стартирана от Световната здравна организация (СЗО), специализираната агенция на ООН, която функционира като координиращ орган на международното здравеопазване. През 1977 г. СЗО приема резолюция за разширяване на изследванията в областта на народната медицина, за провеждане на обширни експериментални и клинични проучвания и за проверка на опита на народната медицина, по-точно на опита, получен от използването на лечебни растения.